# Alexander von Schleinitz

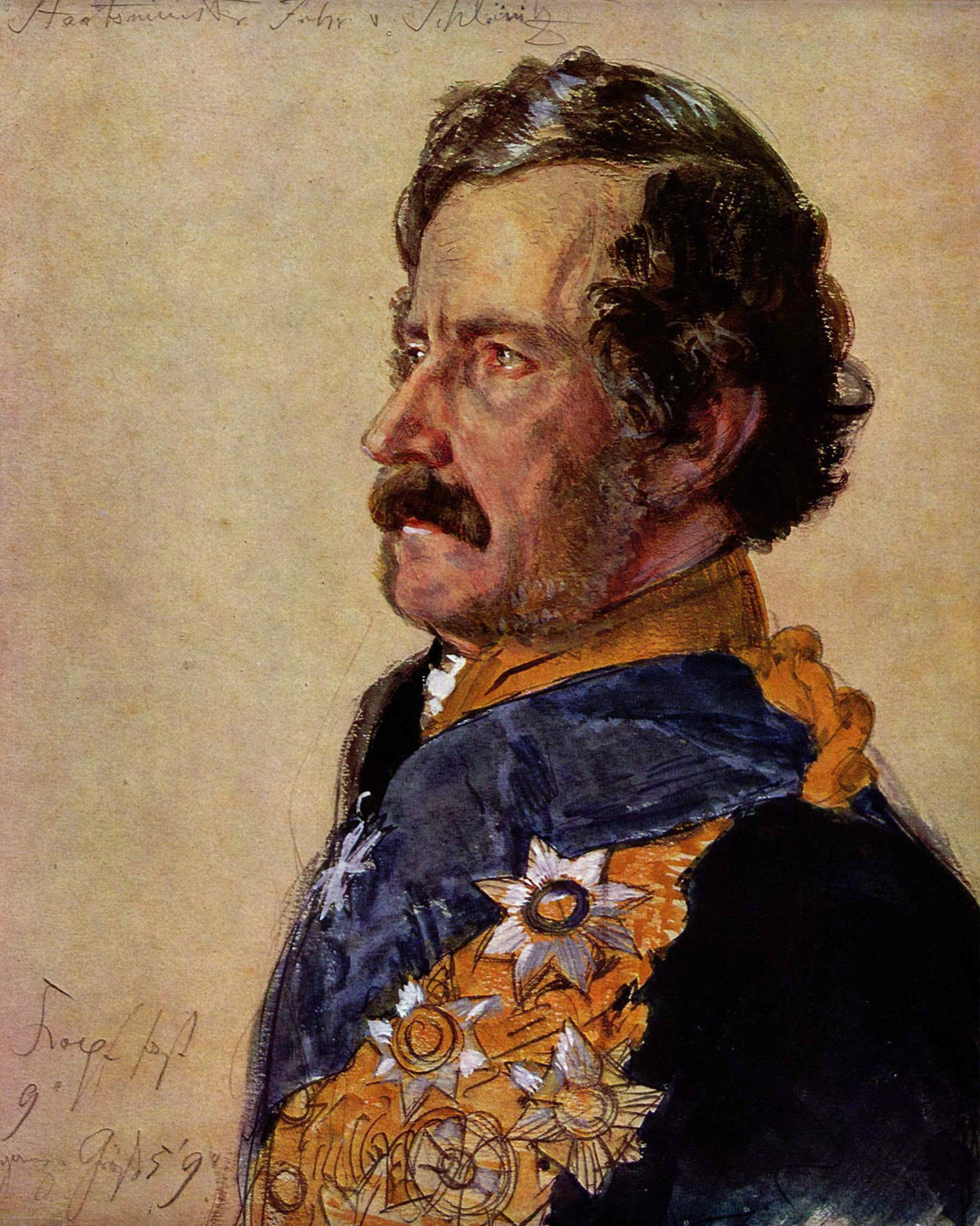
Alexander Freiherr v. Schleinitz (Porträtstudie zum Krönungsbild, Adolph Menzel, 1865)

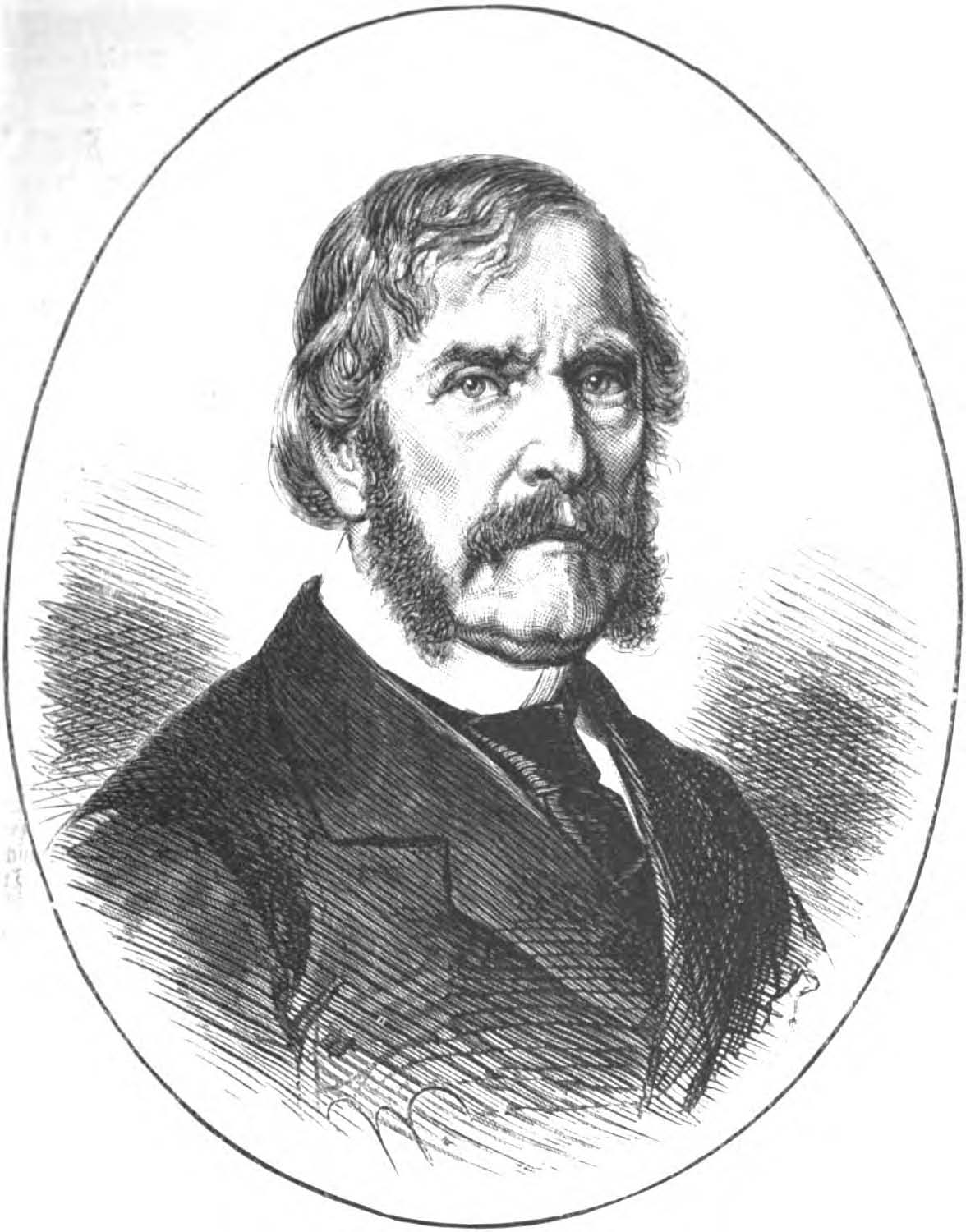
Graf Alexander von Schleinitz, kgl. preuß. Hausminister, gest. 19. Februar 1885

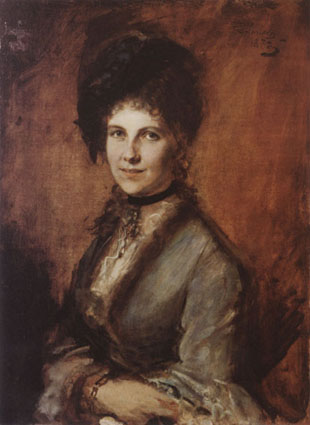
Marie von Schleinitz. Gemälde von Franz von Lenbach, 1873

Alexander Gustav Adolf Graf von Schleinitz (* 29. Dezember 1807 in Blankenburg am Harz; † 19. Februar 1885 in Berlin) war preußischer Politiker. Als Staatsminister leitete er von 1858 bis 1861 das Ministerium des Auswärtigen sowie von Ende 1861 bis zu seinem Tod das Ministerium des königlichen Hauses.

## Leben
Er entstammte einem alten meißnischen Adelsgeschlecht, das bereits im 16. Jahrhundert in den Reichsfreiherrnstand erhoben wurde, und war der Sohn des Blankenburger Regierungspräsidenten und späteren herzoglich braunschweigischen Staatsministers Karl Ferdinand Freiherr von Schleinitz (1756–1837) und der Barbara von Hochstetter (1768–1819). Er war der Bruder des braunschweigischen Staatsministers Wilhelm von Schleinitz (1794–1856) und des preußischen Regierungspräsidenten Julius von Schleinitz (1806–1865).

### Bis zur Revolution 1848
Schleinitz studierte an der Georg-August-Universität Göttingen und der Friedrichs-Universität Halle Rechtswissenschaft. 1826 wurde er Mitglied des Corps Saxonia Halle. Seit 1828 im preußischen Staatsdienst, wurde er 1835 Gesandtschaftsattaché, 1840 preußischer Kammerherr und 1841 Vortragender Rat im Ministerium des Auswärtigen. Er trat im Juli 1848 an der Stelle von Heinrich Alexander von Arnim als Minister des Auswärtigen in das Ministerium Camphausen, gab aber diese Stellung schon nach wenigen Tagen wieder auf und wurde hierauf preußischer Gesandter am hannoverschen Hof, in Oldenburg, in Braunschweig und in Lippe-Detmold.
Im Mai 1849 verhandelte er den Frieden mit Dänemark, übernahm im Juli 1849 im Ministerium Brandenburg wieder das Portefeuille des Auswärtigen, zog sich aber, da seine deutsch-patriotische Gesinnung mit dem Gang der preußischen Politik nicht übereinstimmte, am 26. September 1850 als Wirklicher Geheimer Rat aus dem Staatsdienst zurück und lebte seitdem zu Koblenz in nahem Verkehr mit dem Hof des Prinzen von Preußen und auf Schloss Gebesee im Thüringischen.

### Neue Ära und Bismarckzeit
Nach dem Regierungsantritt des Prinzregenten, des späteren Königs und Kaisers Wilhelm I., zu dessen engsten Vertrauten er gehörte, übernahm er in dem von diesem im November 1858 berufenen Ministerium der Neuen Ära wieder das Departement des Auswärtigen. Leitlinien seiner Außenpolitik waren der Versuch einer Allianz mit England und Österreich, die Aufrechterhaltung des europäischen Gleichgewichts und eine Stärkung der Rolle Preußens in Deutschland. Die Schwierigkeiten des liberalen Ministeriums im Innern bewogen ihn, im Oktober 1861 aus demselben auszuscheiden und das Ministerium des königlichen Hauses zu übernehmen, das er bis zu seinem Tod 1885 innehatte. Seither stand er mit Otto von Bismarck, der 1862 preußischer Ministerpräsident wurde, in Intimfeindschaft. Preußische Liberale, aber auch Bismarck selber betrachteten das Hausministerium zeitweise als „Gegenministerium“ der Königin Augusta zur konservativen Regierung des Königs.
Aus Anlass der goldenen Hochzeit des Kaiserpaares wurde er mit seiner Gattin am 11. Juni 1879 in den Grafenstand erhoben.

### Parlamentarier
Von 1849 bis 1852, in der 2. Legislaturperiode, saß Schleinitz als Abgeordneter des Wahlkreises Erfurt 1 im Preußischen Abgeordnetenhaus. Von 1859 bis 1861 gehörte er dem Parlament als Abgeordneter des Wahlkreises Bromberg 1 an. Er war fraktionslos.

## Ehe
Alexander von Schleinitz war seit 1865 mit der 35 Jahre jüngeren Marie von Buch (1842–1912) verheiratet, die als Gräfin Schleinitz die bedeutendste Berliner Salonnière der Kaiserzeit wurde. Gemeinsam mit „Mimi“, wie sie genannt wurde, setzte er sich für Richard Wagner und die Bayreuther Festspiele ein.
Das Paar hatte keine Kinder. Das gemeinsame, nicht erhaltene Grab befand sich auf dem Dreifaltigkeitsfriedhof I in Berlin.